# Twike

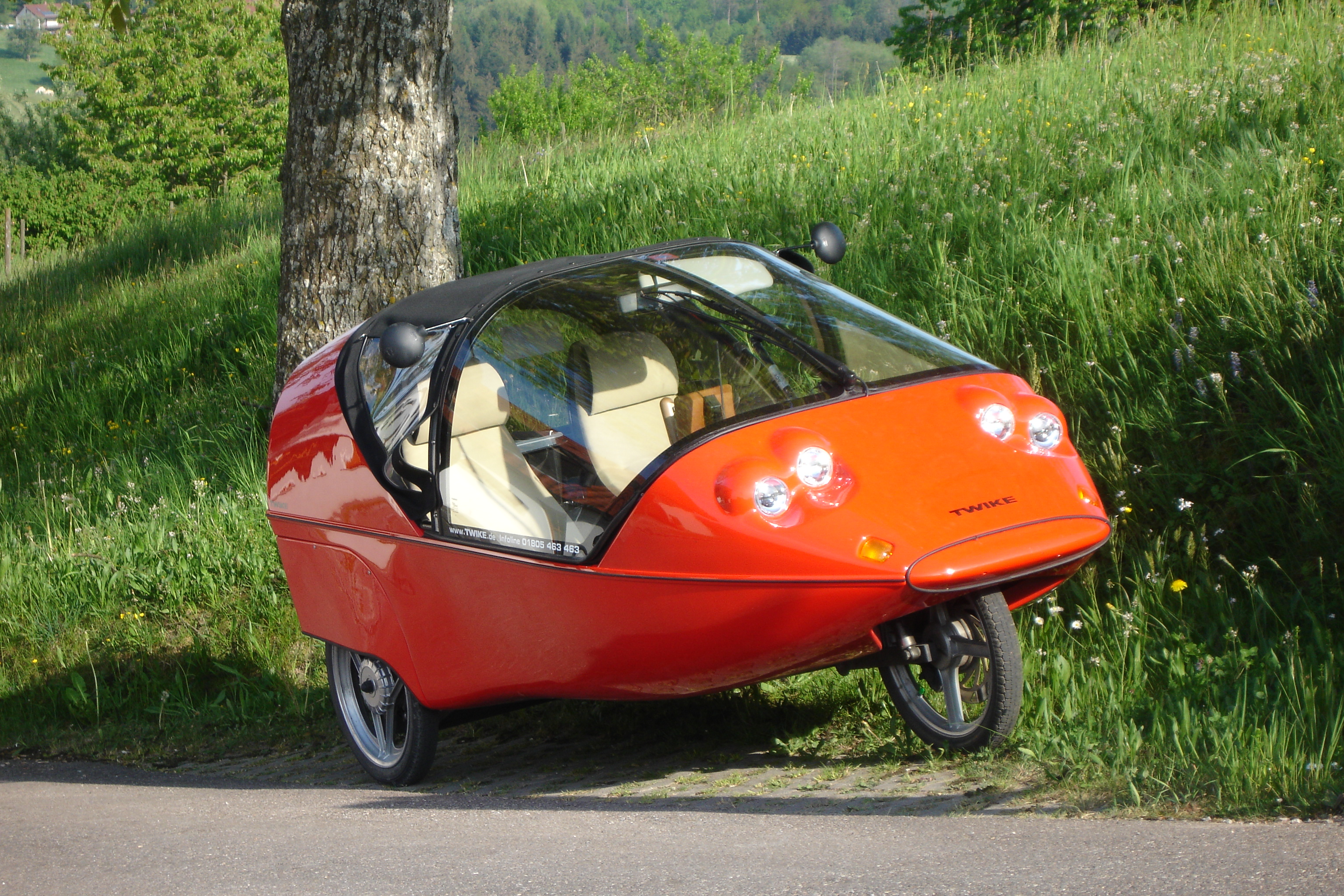
Twike.active

De Twike is een driewielige auto voor twee personen. TWIKE is een samenvoegsel van TWin en bIKE – TWIKE.
Enkele studenten van de ETH Zürich hebben de Twike ontwikkeld. Oorspronkelijk was het een fiets met dak. Tijdens de wereldtentoonstelling 1986 heeft de Twike een prijs voor ergonomie naar aanleiding van Innovative Vehicle Design Competition (IVDC) gekregen en bij de Human Powered Vehicle World Championships in de categorie alledagsauto's de eerste prijs.
De Twike is leverbaar in twee uitvoeringen. De Twike.easy is een Twike met een elektromotor en de Twike.active is een Twike hybride met een elektromotor en met pedalen om mee te trappen. Men kan bij beide versies het dak eraf nemen om als cabrio rond te rijden.
Oorspronkelijk werd de Twike in Zwitserland geproduceerd door de Twike AG uit Gelterkinden en het bedrijf S-Lem, die in 1999 tot de SwissLEM fuseerden. In 2002 ging dit bedrijf failliet en het Duitse bedrijf FINE Mobile GmbH uit Rosenthal kocht Twike.you op en produceert sindsdien in Rosenthal, Duitsland. De geplande Twike.Me werd niet geproduceerd.
Sinds 1996 is de Twike in Zwitserland toegelaten als auto en er zijn sindsdien meer dan 1000 Twikes verkocht. Rond 450 hiervan rijden in Zwitserland (juli 2009). In Duitsland zijn er dik 300 aangemeld.
De Twike 3 gaat zo'n 85 km per uur met een actieradius van 90 km tot 500 km met 2 tot 7 accu's. In Nederland de goedkoopste manier om in een auto te rijden. toch is de Twike erg duur in aanschaf.